# Slovenská Nová Ves
Slovenská Nová Ves je obec na Slovensku v okrese Trnava. Obec leží na jihovýchodním okraji Trnavské pahorkatiny na nivě potoka Gidra. Téměř celý katastr obce je odlesněn. S obcí prakticky splynula starší osada Kortuelus. Žije zde 548 obyvatel.

## Historie
Obec byla osídlena již v eneolitu, dokládají to nálezy, i později z velkomoravského období. První písemná zmínka pochází z roku 1245. Obec často měnila zeměpány – v 16. století patřila klášteru klarisek v Trnavě a polovina Földesovcům, později patřila Farkasovcům, Zichyovcům, Pálffyům a Batthányiovcům. Obec byla většinu historie zemědělským sídlem, tento charakter si zachovala i po roce 1918. Roku 1934 stávkovali zemědělští dělníci na místním velkostatku. V roce 1952 zde bylo založeno JZD, v roce 1962 bylo sloučeno s JZD ve Voderadech. V obci byla vybudována silniční řadová zástavba. Nachází se zde pozdně římskokatolický kostel sv. Josefa z 18. století.

### Historické názvy

#### Slovenská Nová Ves
1245 – Wyffalw
1393 – Newsidel
1773 – Nowa Wes
1927 – Slovenská Nová Ves

#### Kortuelus
1243 – Curtuelus, altera Curtuleus, tercie Curtuelus
1296 – Kortuleus

## Příroda
Území obce je součástí chráněného ptačího území v soustavě Natura 2000 s názvem Úľanská mokraď.